# TRAPPIST-1h
TRAPPIST-1h és un planeta extrasolarque forma part d'un sistema planetari format per almenys set planetes. Orbita l'estrella nana ultrafreda denominada TRAPPIST-1 aproximadament a 40 anys llum a la constel·lació d'Aquari. Va ser descobert en 2017 pel TRAPPIST, així com pel telescopi espacial Spitzer, el VLT de Xile i algun més, per mitjà de trànsit astronòmic.

## Característiques

### Massa, ràdio i temperatura
TRAPPIST-1h és un exoplaneta de la grandària de la Terra, cosa que significa que té una massa i un radi propers a la de la Terra. Té una temperatura d'equilibri de 168 K (-105 °C; -157 °F).

### Estel amfitrió
El planeta orbita una estrella nana ultrafreda (tipus M) anomenada TRAPPIST-1. L'estel té una massa de 0,08 masses solars i un radi de 0,11 radis solars. Té una temperatura de 2.550 K i té almenys 500 milions d'anys d'antiguitat. En comparació, el Sol té 4.600 milions d'anys d'antiguitat i té una temperatura de 5.778 K. L'estel és ric en metalls, amb una metal·licitat ([Fe / H]) de 0.04 o 109% de la quantitat solar. Això és particularment estrany ja que aquests estels de baixa massa propers al límit entre les nanes marrons i els estels que fonen l'hidrogen haurien de tenir un contingut de metall considerablement menor que el Sol. La seva lluminositat solar és 0,05% de la del Sol.
La magnitud aparent de l'estel, o el lluent que apareix des de la perspectiva de la Terra, és 18.8. Per tant, és massa tènue per ser vist a ull nu.

### Òrbita
TRAPPIST-1h orbita el seu estel d'acolliment amb un període orbital de 18.764 dies i un radi orbital d'aproximadament 0.063 UA (comparat amb la distància de Mercuri al Sol, que és d'aproximadament 0.38 AU).

### Podria albergar aigua
Encara que TRAPPIST-1h està en la línia de neu podria albergar aigua líquida sota una atmosfera rica en H₂, ja siga primordial o resultant de desgasificació contínua combinada amb escalfament intern. Mes flamarades que produeix l'estel ja que la nanes vermella són molt actives produeixen flamarades fortes que fan fregir els objectes o planetes més propers, fa que la radiació solar arribe a ella menys forta ja que està retirada i no es fregiria com els altres planetes sinó escalfaria generant una temperatura estable o una radiació perfecta.